# Festival de Néoules
Le Festival de Néoules est un festival bénévole de musique organisé par l'association « Châteauloin Chemins Pluriels ». Créé en 1991, c'est le plus ancien festival de musiques actuelles du Var en France.
Le festival, qui se déroule chaque année sur trois jours et exceptionnellement sur quatre jours tous les cinq ans, rassemble environ 2 500 festivaliers chaque soir autour des musiques actuelles.

## Présentation

### Historique
La première édition du Festival de musiques traditionnelles a lieu en 1991 sous l'impulsion de la ville de Néoules et de son conseiller à la culture Frédéric Guigues. Il est alors orienté vers les musiques traditionnelles.
L'association Châteauloin Chemins Pluriels, créée en 1995, prend le relais de la municipalité pour l'organisation de l'événement[source secondaire souhaitée]. Le festival s'oriente alors vers les musiques du monde et devient festival des musiques du monde - La croisée des chemins musicaux.
En 2003, sans tourner le dos aux musiques du monde, le festival s'ouvre aux musiques actuelles[source secondaire souhaitée]. Il propose également un marché nocturne artisanal « Les Arts sous Chênes » mais aussi des performances en live de plasticiens et graffeurs[réf. souhaitée].
Le festival décide en 2013 d'installer une deuxième scène face à la première où se succèdent six groupes chaque soir pour plus six heures de musique non stop.
En 2015, le festival se déroule alors sur quatre jours.

### Site
Cette section ne s'appuie pas, ou pas assez, sur des sources secondaires ou tertiaires indépendantes du sujet. Le texte peut contenir des analyses inexactes ou inédites de sources primaires.
Pour l'améliorer, ajoutez-en, ou placez des modèles {{Source secondaire souhaitée}} ou {{Source secondaire nécessaire}} sur les passages mal sourcés. (février 2024)
Le Festival de Néoules est sur le site de Châteauloin, situé en zone agricole, avec en fond une ancienne bergerie et sa tour de guet du XIIIe siècle.
À proximité du village de Néoules, l'édifice appelé communément Châteauloin est une ancienne bastide aristocratique d'origine médiévale. Elle était composée d'une tour, un corps de logis et des dépendances agricoles. De nombreux murets entourant l'ensemble bâti et délimitant les parcelles cultivées sont encore visibles. Elle a été transformée en bâtiment agricole puis abandonnée ; sont encore visibles les vestiges d'une grosse ferme accompagnés d'une aire de battage et de restanques.
Le site du festival est un îlot couvert de chênes au milieu des vignes ; ombragé, il permet de débuter les concerts en fin d'après-midi.

### Bénévoles

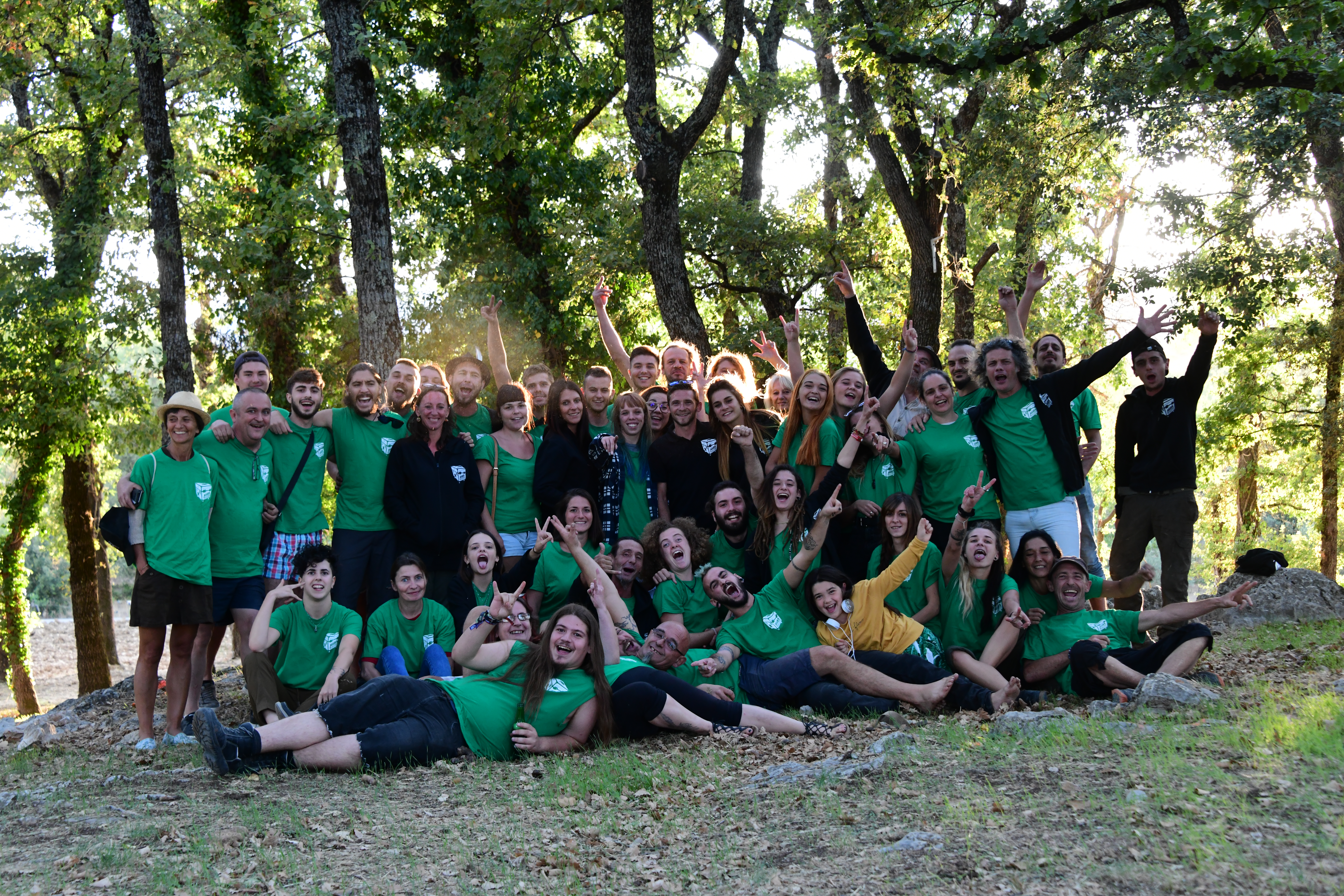
Une partie des bénévoles de l'édition 2019.

Le festival de Néoules est bâti autour de ses bénévoles,. 140 à 150 bénévoles sont répartis sur le site à tous les postes, du catering (restauration pour les artistes et les bénévoles) au backline (équipe s'occupant des changements de plateaux) en passant par la sécurité, les transports des artistes, la brigade verte qui veille à la propreté du site, le bar, la décoration, le merchandising, les loges, le montage et le démontage du site, l'électricité, la billetterie, la ticketterie, le camping. Ils sont la véritable colonne vertébrale du festival, sans eux le festival ne pourrait pas exister,.

### 2019

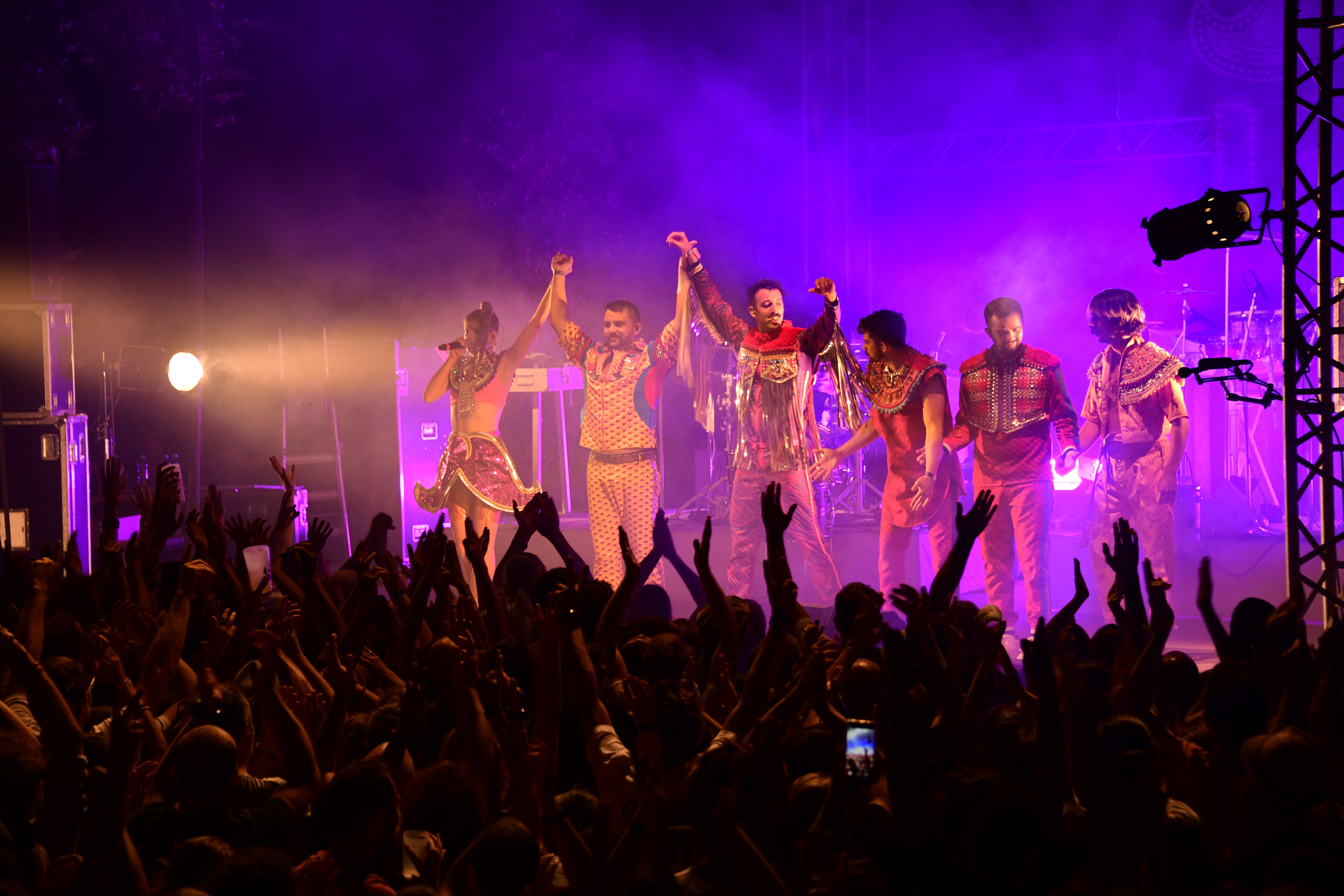
Deluxe sur scène en 2019.

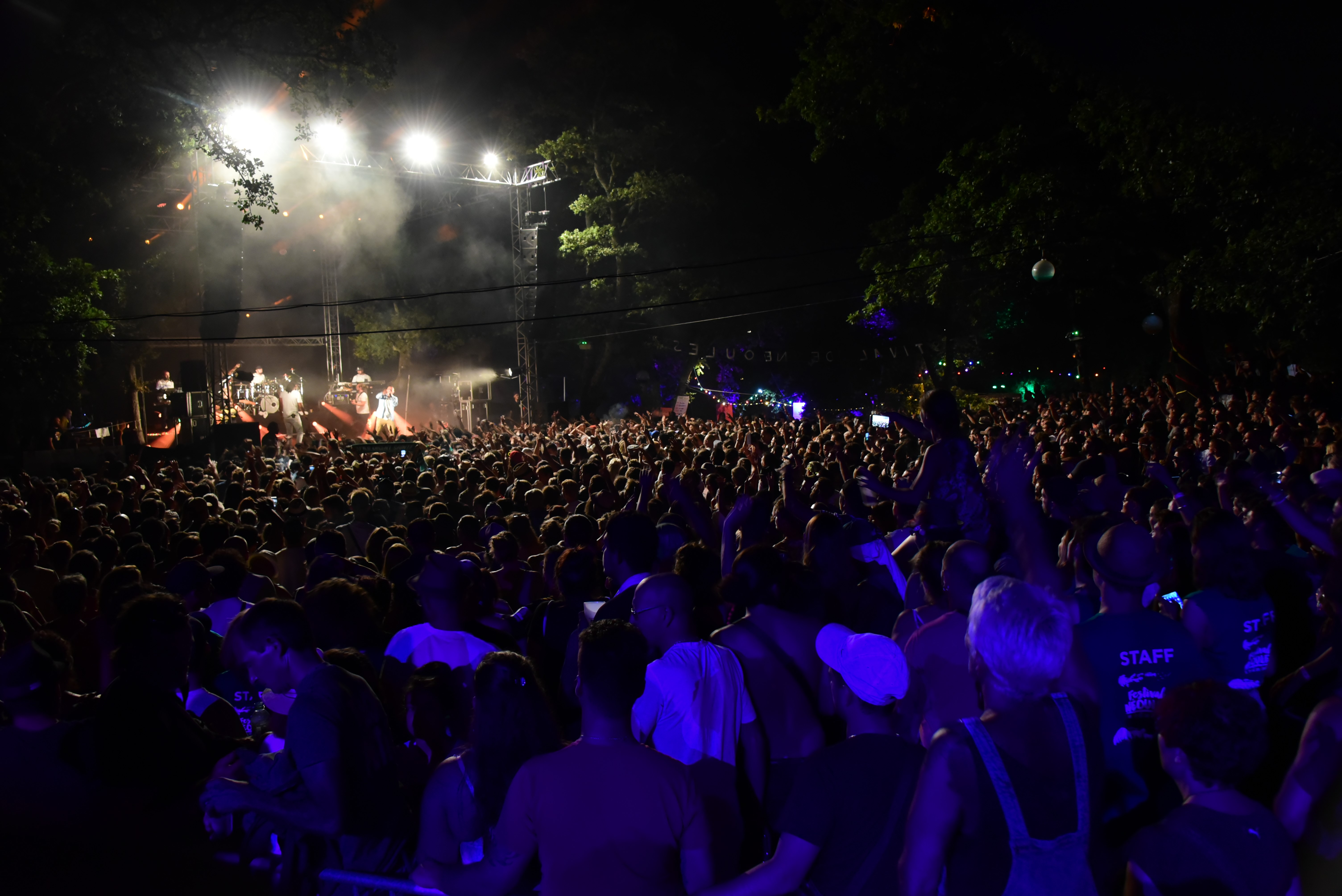
Dub Inc sur scène en 2019.